# Blacus crassicapitatus
Blacus crassicapitatus är en stekelart som beskrevs av Statz 1938. Blacus crassicapitatus ingår i släktet Blacus och familjen bracksteklar. Inga underarter finns listade.